# Divisões administrativas em 1912
Nesta página encontrará referências aos acontecimentos directamente relacionados com a regiões administrativas ocorridos durante o ano de 1912.

## Eventos
- 14 de fevereiro - Arizona torna-se o 48º estado norte-americano.
- 2 de junho- Emancipação política de Resende Costa, MG.

## Mortes
| Data | Nome | Profissão | Nacionalidade | Observações | Ref |
| ---- | ---- | --------- | ------------- | ----------- | --- |